# Hamada (géographie)
Pour les articles homonymes, voir Hamada.

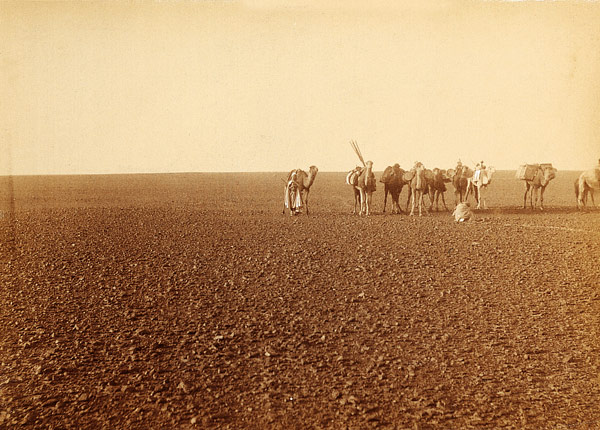
La hamada noire dans la région du Tademaït en Algérie

Une hamada (en arabe : حمادة) est un plateau rocailleux surélevé des zones désertiques telles que  le Sahara.
Une hamada peut être parfois aussi appelée reg, bien que ce mot corresponde plus à une plaine rocailleuse des déserts plutôt qu'à un plateau rocailleux.

## Exemples
- En Algérie : Hamada du Dra, Hamada de la Douara, Hamada du Guir, Hamada de Tinrhert;
- Au Maroc : Hamada du Drâa; Hamada de Meki, Hamada de Kem Kem, Hamada du Guir;
- En Libye : Hamada Al Hamrah, Hamada Zegher;
- Au Mali : Hamada el Harich.

- Définition de hamada sur le site Larousse.fr. Consulté le 29/07/2011.